# André Mallarmé
Pour les articles homonymes, voir Mallarmé (homonymie).
André Mallarmé est un homme politique français né le 6 août 1877 à Bouzaréah (Algérie) et mort le 8 avril 1956 à Paris.

## Biographie
Il est le fils de Victor Eugène Mallarmé, avocat à la cour d'appel d'Alger, et Marie Mathilde Bippert.
Il épouse en 1902 sa cousine Juliette Kampmann.
- Député d'Alger de 1924 à 1939, affilié au Parti républicain-socialiste puis aux Radicaux indépendants.
- Sénateur d'Alger de 1939 à 1940.

- Sous-secrétaire d'État aux Ports, à la Marine Marchande et aux Pêches du 19 au 23 juillet 1926 dans le gouvernement Édouard Herriot (2);
- Sous-secrétaire d'État aux Travaux Publics du 3 novembre 1929 au 21 février 1930 dans le gouvernement André Tardieu (1);
- Ministre des Postes, Télégraphes et Téléphones du 2 mars au 13 décembre 1930 dans le gouvernement André Tardieu (2);
- Ministre des Postes, Télégraphes et Téléphones du 9 février au 8 novembre 1934 dans le gouvernement Gaston Doumergue (2);
- Ministre de l'Éducation nationale du 8 novembre 1934 au 1er juin 1935 dans le gouvernement Pierre-Étienne Flandin (1). C'est lui qui prononce l'éloge funèbre lors des obsèques nationales du peintre Albert Besnard.

Il vote comme sénateur en faveur des pleins pouvoirs à Philippe Pétain le 10 juillet 1940.

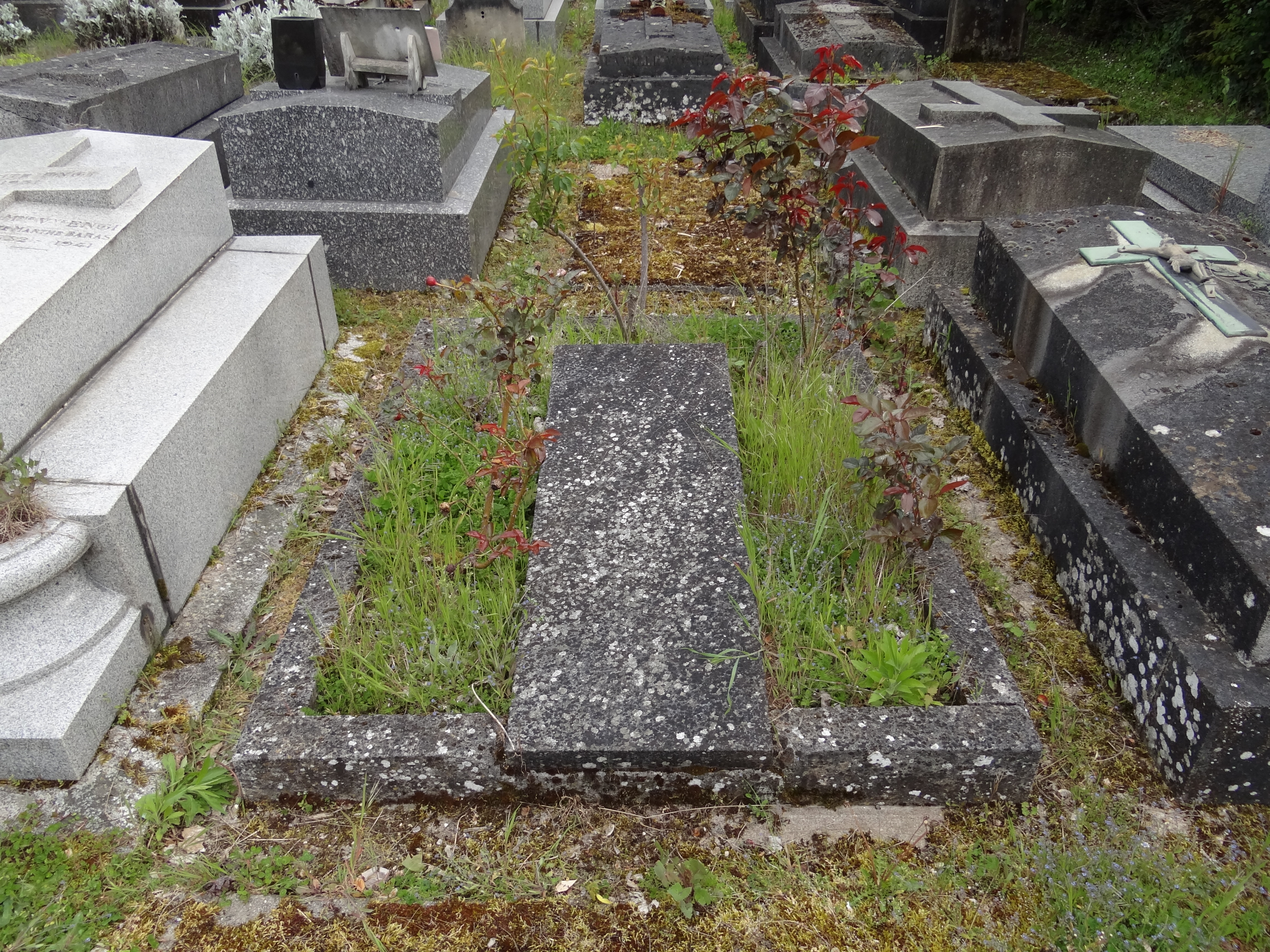
La tombe d'André Mallarmé au cimetière parisien de Bagneux (Hauts-de-Seine).

Il est officier de l'Instruction publique et commandeur du Mérite maritime.

## Sources
- « André Mallarmé », dans le Dictionnaire des parlementaires français (1889-1940), sous la direction de Jean Jolly, PUF, 1960 [détail de l’édition]